# Fabrizio Correa
Fabrizio Nicolás Correa González (Montevideo, 18 gennaio 2001) è un calciatore uruguaiano, portiere del River Plate (M).

## Carriera
Correa è cresciuto nel settore giovanile del River Plate (M) dove ha debuttato il 1º febbraio 2020 nell'incontro di Primera División vinto 2-0 contro il Defensor Sporting.
Nel 2023, dopo aver disputato la prima parte di stagione da titoalre, è stato ceduto in prestito al La Luz per il torneo di clausura. Il 3 gennaio 2024 ha fatto ritorno al club bianconero dove è stato confermato come riserva dietro al titolare Yonatan Irrazábal.

## Statistiche

### Presenze e reti nei club
Statistiche aggiornate al 29 aprile 2024.
| Stagione        | Squadra         | Campionato      | Campionato | Campionato | Coppe nazionali | Coppe nazionali | Coppe nazionali | Coppe continentali | Coppe continentali | Coppe continentali | Altre coppe | Altre coppe | Altre coppe | Totale | Totale | Totale |
| Stagione        | Squadra         | Comp            | Pres       | Reti       | Comp            | Pres            | Reti            | Comp               | Pres               | Reti               | Comp        | Pres        | Reti        | Pres   | Reti   |        |
| --------------- | --------------- | --------------- | ---------- | ---------- | --------------- | --------------- | --------------- | ------------------ | ------------------ | ------------------ | ----------- | ----------- | ----------- | ------ | ------ | ------ |
| 2020            | River Plate (M) | PD              | 2          | -4         |                 | -               | -               | CS                 | 0                  | 0                  |             | -           | -           | 2      | -4     |        |
| 2021            | River Plate (M) | PD              | 2          | -3         |                 | -               | -               |                    | -                  | -                  |             | -           | -           | 2      | -3     |        |
| 2022            | River Plate (M) | PD              | 2          | -2         | CU              | 1               | 0               | CS                 | 2                  | -1                 |             | -           | -           | 5      | -3     |        |
| 2023            | River Plate (M) | PD              | 13         | -18        | CU              | 0               | 0               | CS                 | 1                  | -4                 |             | -           | -           | 14     | -22    |        |
| 2023            | La Luz          | PD              | 13         | -16        | CU              | 0               | 0               |                    | -                  | -                  |             | -           | -           | 13     | -16    |        |
| 2024            | River Plate (M) | PD              | 0          | 0          | CU              | 0               | 0               |                    | -                  | -                  |             | -           | -           | 0      | 0      |        |
| Totale carriera | Totale carriera | Totale carriera | 32         | -43        |                 | 1               | 0               |                    | 3                  | -5                 |             | -           | -           | 36     | -48    |        |